# Acanthodelta flexuosa
Acanthodelta flexuosa är en fjärilsart som beskrevs av Louis Beethoven Prout 1927. Acanthodelta flexuosa ingår i släktet Acanthodelta och familjen nattflyn. Inga underarter finns listade i Catalogue of Life.